# NGC 816
NGC 816 è una galassia compatta situata nella costellazione del Triangolo, a una distanza di circa 521 milioni di anni luce dalla nostra Via Lattea.

## Scoperta
La galassia è stata scoperta il 15 settembre 1871 dall'astronomo francese Édouard Stephan.